# Madrigal (Musik)
Das Madrigal ist ein mehrstimmiges Vokalstück meist weltlichen Inhalts und eine wichtige musikalische Gesangsform der Renaissance und des Frühbarocks.

## Merkmale
Das Madrigal ist ursprünglich eine sehr freie, in Italien entstandene Gedichtform, die als Textgrundlage für eine Komposition diente (Singgedicht). Besonders in Italien war diese Gattung im 16. und 17. Jahrhundert zuerst als mehrstimmige Chorkomposition, dann auch als instrumental begleitetes Sologesangsstück sehr beliebt. Der Text enthält zumeist weltliche Themen; das geistliche Pendant zum Madrigal bildet die Motette.
In der Geschichte des Madrigals hat sich seine Gestalt mehrfach verändert, zu allen Zeiten aber handelte es sich dabei um weltliche, in der Regel vier-, fünf- oder sechsstimmige Chorstücke in einem kammermusikalischen Rahmen.
Sie boten dem Komponisten die Möglichkeit, sich unabhängig von der dominierenden und stark formalisierten sakralen Musik kreativ frei zu entfalten. Anders als für weltliche Musik zu dieser Zeit üblich, war das Madrigal komplex durchkomponiert und auf emotionalen Ausdruck hin orientiert. Insbesondere die Option, den Text nicht nur einfach wiederzugeben, sondern durch Gesang wie Instrumentierung mit lautmalerischen Effekten gestalterisch zu sich kommen zu lassen, ließ in kürzester Zeit zahlreiche neuartige musikalische Techniken entstehen (so zum Beispiel Tremolo und Pizzicato). Madrigale wurden auch für verschiedene Musikinstrumente, etwa die Laute, bearbeitet.
Das Madrigal wurde im Verlauf seiner Entwicklung auch zu einer Keimzelle anderer weltlicher, aber auch sakraler Musikformen, wie der Kantate, des Oratoriums oder der Oper (bei Claudio Monteverdi).

## Ursprünge
Das Madrigal entstand in den 1520er Jahren im Umkreis der Medici-Päpste Leo X. und Clemens VII. und der mit den Medici konkurrierenden Bankiers-Familie Strozzi zuerst in Florenz und dann in Rom. Es ging aus den „nicht-öffentlichen“ Florentiner Ballata- und Barzelletta-Vertonungen der älteren Florentiner Komponistengeneration (Alessandro Coppini, Giovanni Serragli, Bartolomeo degli Organi und Bernardo Pisano) hervor. Sie verwenden die Satztechniken der lateinischen Motette und der französischen Chansons der Renaissance der in Italien wirkenden frankoflämischen Meister wie Josquin Desprez, Loyset Compère, Antoine Busnois und Heinrich Isaac. Entgegen älteren Forschungsmeinungen gibt es in den Quellen keinerlei Überschneidungen der Florentiner Barzelletta mit der oberitalienischen Frottola.
Nicht verwandt ist das Madrigal mit dem italienischen Trecento-Madrigal des späten 13. und frühen 14. Jahrhunderts, meist zwei-, selten dreistimmigen, unbegleiteten Vokalkompositionen einfacher Machart. Im Laufe des 14. und 15. Jahrhunderts geriet die Bezeichnung für musikalische Zwecke außer Gebrauch, als sich diese Madrigale nur mehr als literarische Form niederschlugen (siehe Madrigal (Literatur)).
Der Ursprung des Namens ist unklar; eine Herleitung von Cantus matricalis, das heißt „Gesang in der Muttersprache“, also mit weltlichem Text als Gegenstück zum Latein der Sakralwerke, als auch von Mandra („Herde“) ist denkbar, da früheste Werke auch als „Mandriale“ bezeichnet wurden.

## Geschichte
Das Madrigal war die bedeutendste weltliche Musikform seiner Zeit. Seine Blütezeit hatte es in der zweiten Hälfte des 16. Jahrhunderts. Bis zur Mitte des 17. Jahrhunderts hingegen verlor es allmählich wieder an Bedeutung.

### Frühes Madrigal (1520–1550)
Bernardo Pisano kann als Vorreiter der frühen Madrigalisten gelten, die den Boden für Philippe Verdelot, die beiden Brüder Costanzo und Sebastiano Festa sowie Jacques Arcadelt, die auf seinem Fundament ihr Talent weiterentwickelten, bereitet haben. Dessen Musikdruck Musica di meser Bernardo pisano sopra le canzone del petrarca von 1520, der erste Individualdruck mit Kompositionen eines einzigen Komponisten in italienischer Sprache, enthält Petrarca-Texte und zeigt erstmals Vertonungen der neuen literarischen Strömungen Bembismus (Pietro Bembo) und Petrarkismus, die sich nur wenig von den frühen Madrigalen Verdelots unterscheiden.
1530 erschien in Rom mit Madrigali de diversi musici ... primo libro de la Serena, der erste Musikdruck mit dem Wort Madrigal im Titel. Von nun an häuften sich Individualdrucke. Die Form wurde rasch aufgenommen, zum Beispiel von Costanzo Festa und Jacques Arcadelt 1539. In seinen Anfängen vertonte das Madrigal klassische italienische Lyrik und verband so weltliche Texte mit Musik. Zu Beginn ist es meistens noch vierstimmig (selten fünf- oder gar sechsstimmig) und homophon gesetzt; die Texte sind einstrophig mit ein bis zwei Reimpaaren in freier Abfolge. Bereichert wurde die Form bald von Adrian Willaert, der die Fünfstimmigkeit durchsetzte, und von seinem Schüler Cyprian de Rore, der erste chromatische Madrigale komponierte.
Das frühe Madrigal war lokal noch auf Florenz und Rom beschränkt. Erst ab der Blütezeit wurde mit Willaert die Entwicklung in Venedig und übrigen Teilen Italiens fortgesetzt.

### Klassisches Madrigal (1550–1580)

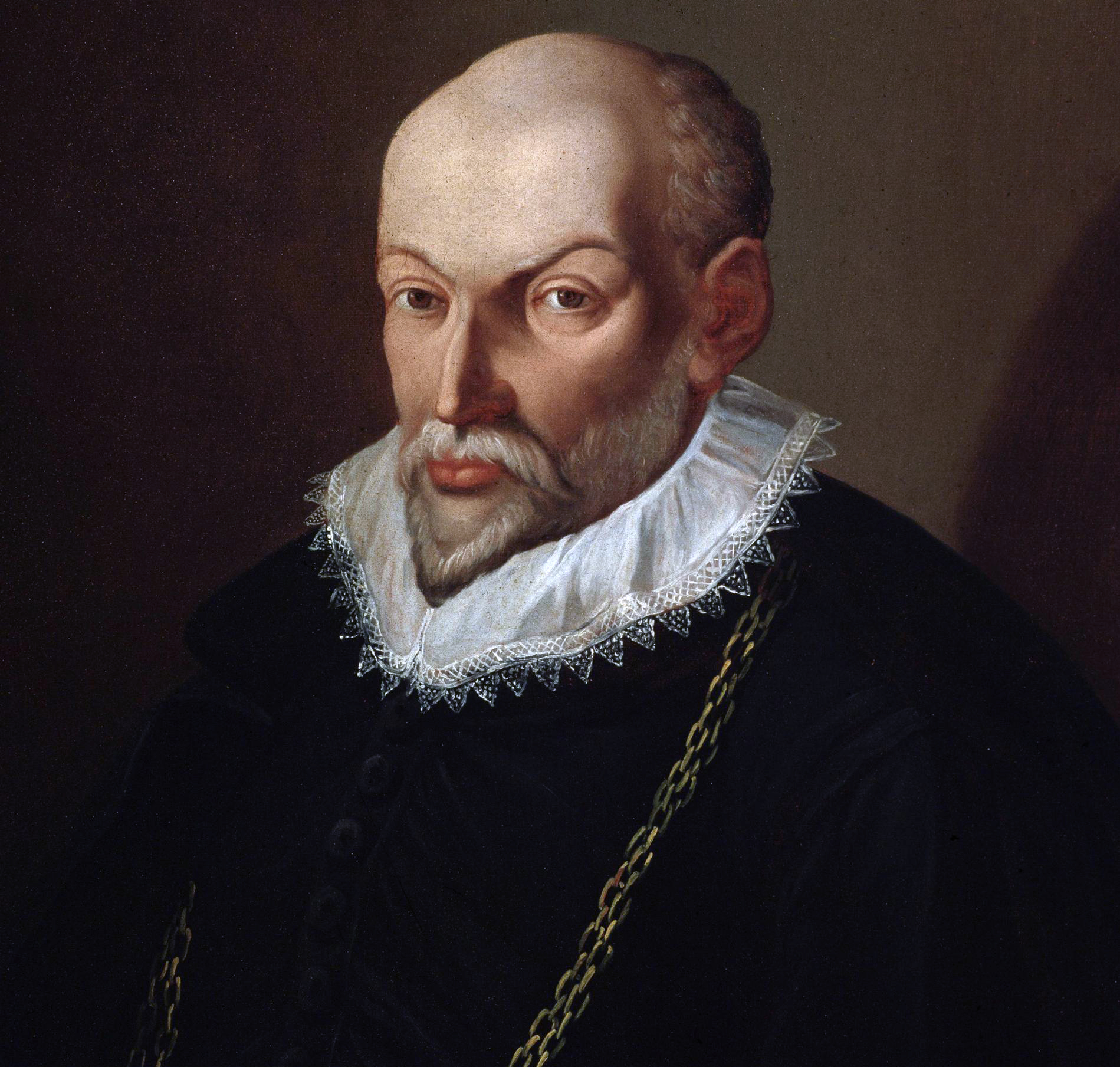
Orlando di Lasso, um 1593

In dieser Phase gewann das Madrigal an Ausdruck und formaler Vielfalt. Zumeist fünfstimmig, wechselnd homophon und polyphon, und mit starken rhythmischen und harmonischen Kontrasten, werden zum musikalischen Ausdruck der Textvorlage Mittel verwandt, die an formaler Strenge verlieren und so die Form freier werden lassen. Die bedeutendsten Vertreter dieser Zeit sind Orlando di Lasso, Luca Marenzio, Andrea Gabrieli, zeitweise Giovanni Pierluigi da Palestrina und Philippe de Monte (am Prager Hof bei Rudolf II. und am Habsburger Hof bei Maximilian II.). Letzterer kennzeichnet auch den beginnenden Siegeszug des Madrigals in Europa.

### Spätes Madrigal (1580–1620)
Bereits in den 1560ern und 1570ern kam England durch die Tätigkeit Alfonso Ferraboscos am Hofe von Königin Elisabeth I. in Berührung mit der neuen Form. Obgleich bereits damals erste Nachahmungen durch englische Komponisten verfasst wurden, begann die Blüte der Form in England erst 1588 mit dem Erscheinen einer Madrigalsammlung namens Musica transalpina mit in das Englische übertragenen Texten, verlegt von Nicholas Yonge. Die äußerst erfolgreiche Sammlung initiierte explosionsartig die Entstehung der wohl reichhaltigsten Madrigalkultur außerhalb Italiens mit Vertretern wie Thomas Weelkes, John Wilbye, William Byrd, Orlando Gibbons, Thomas Morley, Thomas Tomkins und Thomas Bateson und ließ in den 1620ern einen eigenständigen Typ des Madrigals, die Ayre, entstehen, die mit zunehmender Beliebtheit das Madrigal vergessen machte.
Auch in anderen Ländern verbreitete sich das Madrigal, wenn auch weniger stark. In Deutschland war der wichtigste Madrigalist Hans Leo Hassler (O Haupt voll Blut und Wunden), aber auch Johann Hermann Schein und zeitweise Heinrich Schütz trugen zur Entwicklung des deutschen Madrigals wesentlich bei.

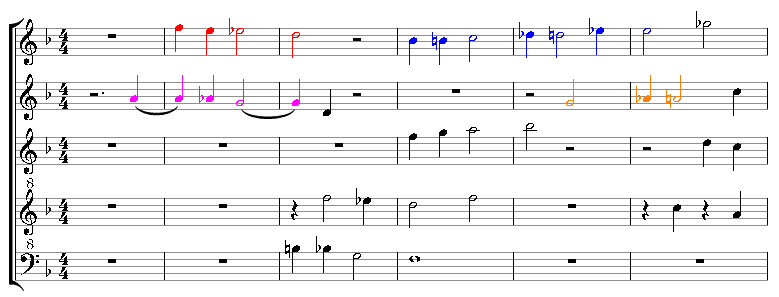
Chromatik in Gesualdos Madrigal Dolcissima mia vita

Auch in Italien blieb die Entwicklung nicht stehen. Voll chromatischer Experimentierfreudigkeit (siehe Hör- und Notenbeispiel) und mit kontrapunktischer Verflechtung der verschiedenen Stimmen lassen insbesondere das Madrigalwerk Carlo Gesualdos und die ersten Madrigalbücher Claudio Monteverdis mit ihrer extremen Ausdruckssteigerung die Ausgeglichenheit der Renaissancemusik bereits hinter sich und kündigen das Barock an. Auch die Textvorlagen werden freier: meist sechs bis dreizehn sieben- und elfsilbige Verse in freier Reimstellung bieten der Musik weiten Raum. Die Verständlichkeit des Textes wird jedoch zugunsten der musikalischen Darstellung vernachlässigt. Bereits 1601 schrieb Giulio Caccini in seinen Le nuove musiche Arien und Madrigale für eine Singstimme und Basso continuo; diesen Generalbass entwickelte Monteverdi ab 1605 in seinen Madrigalbüchern weiter. Dessen achtes Buch Madrigali guerrieri et amorosi von 1638 wird gemeinhin als die Vollendung des Madrigals betrachtet.
Zugleich war das Madrigal am Ende seiner Entwicklung angelangt. Die barocke Monodie löste die Polyphonie der Renaissance ab, und die Entstehung neuer Formen wie Oper, Rezitativ und Oratorium öffnete weitere Horizonte.  Das Madrigal ging auf in Formen wie Kantate und Dialog, als selbstständige Form hörte es auf zu existieren. Später entstandene Beispiele sind in der Regel reine Rückgriffe auf ein abgeschlossenes Formenrepertoire. Auch Komponisten des 20. Jahrhunderts knüpften gelegentlich erneut an seine Tradition an, meistens aber ohne die Formstrenge des Vorbilds, zum Beispiel im Schwarzen Madrigal von Mauricio Kagel oder in den Drei Madrigalkomödien von Péter Eötvös.

## Bedeutende Madrigalisten
| Frühzeit | Höhepunkt | Spätzeit |
| --- | --- | --- |
| - Jacques Arcadelt (um 1500–1568) - Adrian Willaert (1490–1562) - Costanzo Festa (1490–1545) - Cyprian de Rore (1516–1565) - Philippe Verdelot (1490–1562) | - Orlando di Lasso (1532–1594) - Andrea Gabrieli (um 1510–1586) - Giovanni Pierluigi da Palestrina (um 1525–1594) - Philippe de Monte (1521–1603) - Giaches de Wert (1535–1596) - Luca Marenzio (1553–1599) | - Giovanni Gabrieli (1557–1612) - Claudio Monteverdi (1567–1643) - Carlo Gesualdo (1566–1613) - Heinrich Schütz (1585–1672) - Hans Leo Haßler (1564–1612) - Johann Hermann Schein (1586–1630) - Sigismondo d’India (1582–1629) |

## Englische Schule
| - Alfonso Ferrabosco (1543–1588) (Italienischer Herkunft, aber in England lebend und wirkend) - William Byrd (1543–1623) - John Dowland (1563–1626) - Orlando Gibbons (1583–1625) - Thomas Morley (1557–1602) - Thomas Tomkins (1572–1656) - Thomas Weelkes (1576–1623) - John Wilbye (1574–1638) - Peter Philips (1561–1628) - John Bull (1562–1628) - Thomas Campion (1567–1620) - John Jenkins (1592–1678) - John Mundy (1529–1591) - Thomas Bateson (1570–1630) | - George Kirbye (1565–1634) - Giles Farnaby (1563–1640) - Michael Cavendish (1565–1628) - John Farmer (um 1570–nach 1601) - John Bennet (um 1575–nach 1614) - Richard Carlton (um 1558–um 1638) - Michael East (um 1580–1648) - Thomas Greaves (wirkte um 1600) - Robert Jones (1577–nach 1617) - Henry Lichfield - Francis Pilkington (um 1565–1638) - John Ward (1571–1638) - Thomas Vautor (um 1580–?) |